# 帰宅困難者

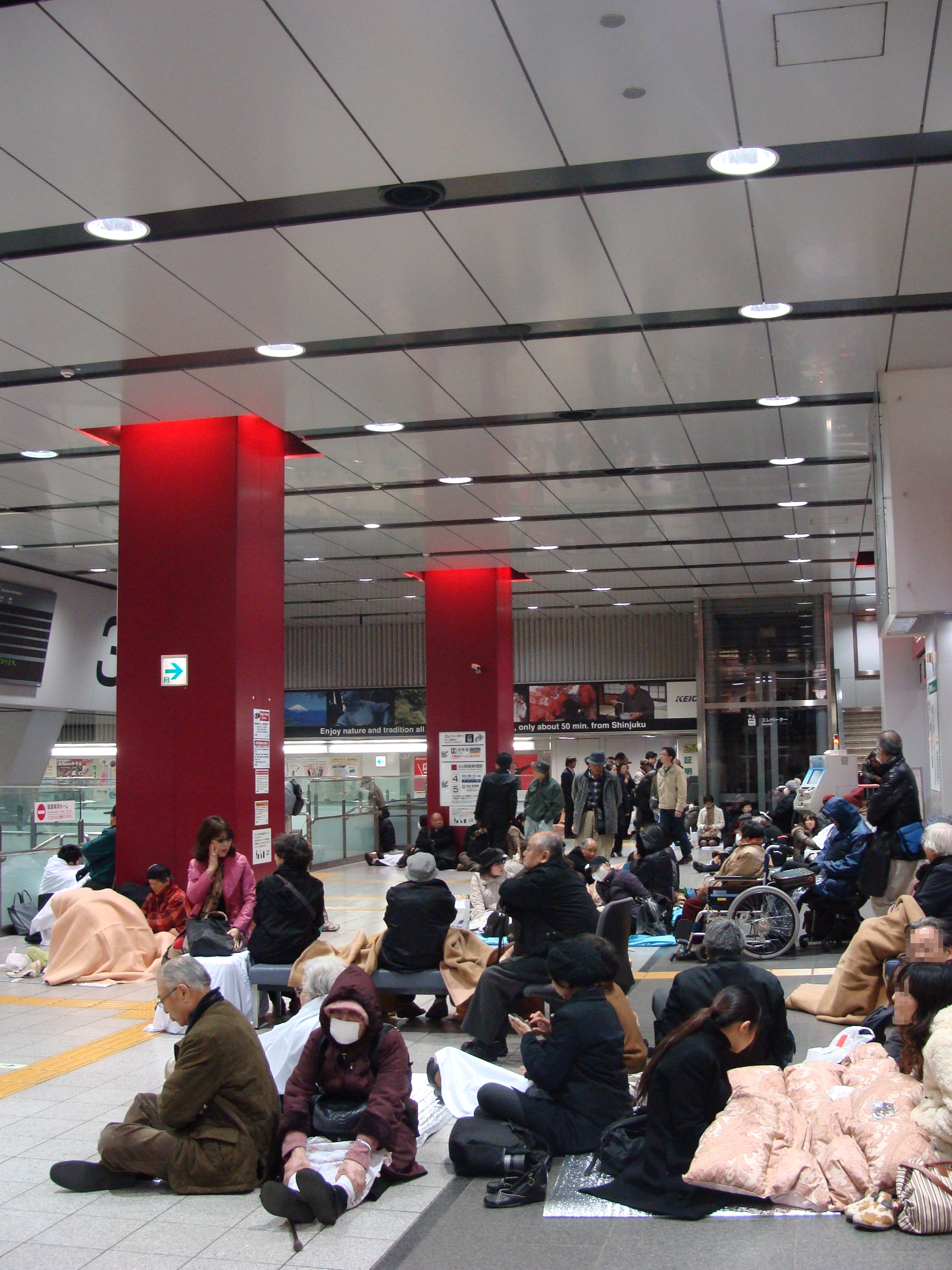
東日本大震災による帰宅困難者（2011年3月11日、新宿駅）

帰宅困難者（きたくこんなんしゃ）とは、勤務先や外出先等で地震などの自然災害に遭遇し、自宅への帰還が困難になった者を指す用語。帰宅難民とも呼ばれる。

## 概要
災害発生により交通機関が途絶する事態が生じた際に、自宅が余りにも遠距離に在るということで帰宅を諦めた「帰宅断念者」と、長距離ではあるが何とか帰れると判断して徒歩で帰宅しようとする「遠距離徒歩帰宅者」の両者を併せたものである。
日本の内閣府中央防災会議では、統計上のおおまかな定義として、帰宅距離10キロメートル以内は全員「帰宅可能」、10キロメートルを超えると「帰宅困難者」が現れ、20キロメートルまで1キロメートルごとに10%ずつ増加、20キロメートル以上は全員「帰宅困難」としている。
近代以降、鉄道および路線バスという公共交通機関が普及して、企業・学校が集まる都市部に徒歩での通勤・通学が困難な遠方にも労働者や学生が居住するようになった。日本においては太平洋戦争後、首都圏をはじめとする大都市圏が公共交通の発達により範囲を急激に拡大した。その弊害として、鉄道が運休するような大規模な災害時には、交通麻痺によって帰宅が困難となる人々が増加することになった。

## 対策
中央防災会議の首都直下地震帰宅困難者等対策協議会が策定したガイドラインでは、帰宅困難者の徒歩等による一斉帰宅が起こると応急活動に支障をきたすため、災害時には一斉帰宅抑制対策を行い帰宅しないよう呼びかける、企業は3日分の備蓄を行うこととされている。東京都も2011年の東日本大震災による帰宅困難者（後述）を教訓に、一斉帰宅の抑制を求める条例を2013年に施行したが、その内容の認知度は低下傾向にある。

## 大量の帰宅困難者が発生した例

### 日本

#### 1995年の地下鉄サリン事件
1995年（平成7年）3月20日に日本の東京都で発生した、オウム真理教による地下鉄サリン事件(化学テロ事件)により、帰宅困難者が発生する事態となった。

#### 2011年の東日本大震災
2011年3月11日に発生した東北地方太平洋沖地震（東日本大震災）の際には、鉄道やバスなど多くの交通機関が運行停止し、首都圏を中心に約10万人の帰宅困難者が続出する事態となった。
同年6月20日、東日本旅客鉄道（JR東日本）社長の清野智は、東京都庁舎を訪問し、震災発生当日に首都圏のJR線各駅構内から利用客などを外に締め出し、シャッターを閉めて閉鎖した対応について、東京都知事の石原慎太郎に直接面会して謝罪した。
同年9月1日、東京都庁と警視庁は、帰宅困難者対策の一環として、災害時に緊急車両以外の車両が都内の幹線道路を通行することを規制する訓練を、都内97箇所で実施した。2013年3月8日にも、警視庁は2700名の警察官を動員し、同様の訓練を都内550箇所で実施した。
東京都では、震度6弱以上の震災が都内で発生した場合は、警視庁によって車両の全面通行止等の強力な交通規制が行われることが条例で定められている。緊急車両の円滑な運行のため、帰宅困難者等が運転する一般車両は、警視庁が行う規制に従う義務を負う。千葉県警察、埼玉県警察においても、震災時には一般車両に対する強力な交通規制を実施する方針である。ちなみに、東日本大震災では、都内の震度は最大でも5強であったため、首都高速道路を除いては交通規制が実施されず、深刻な交通渋滞が発生した。

#### 2011年台風15号
2011年9月21日午後2時頃に静岡県浜松市付近に上陸した台風15号は、関東地方への接近が帰宅ラッシュ時と重なる時間帯であったため、首都圏では公共交通機関が都営地下鉄大江戸線を除いて軒並み運休し、東日本大震災以来の多くの帰宅困難者が発生した。台風の過ぎ去った21時頃から順次動き出したが徐行運転での運転再開となり、また駅や会社などで待機していた利用客らが一斉に駅に押し寄せたためホームへの入場制限なども行われ、正常化には終電までかかった。

#### 2014年の大雪
南岸低気圧により東京では45年ぶりの大雪（平成26年の大雪）となり交通機関が混乱した。千葉市役所では帰宅困難者のために庁舎へ宿泊者を受け入れた。千葉県庁舎でも宿泊者を受け入れた。

#### 2018年の大阪府北部地震
2018年6月18日の午前7時58分に発生した大阪府北部地震の際も、京阪神地域の交通機関が混乱した。発生時間が通勤時間に重なっていたために通勤途中で緊急停止した列車から徒歩で直近の駅へと向かった通勤客らに自治体が地域の体育館などを休憩所として提供した。また夕方には淀川に架かる橋が大阪都心から徒歩で渡り帰宅する人で混雑した。

#### 2021年の千葉県北西部地震
2021年10月7日夜に発生した千葉県北西部地震でも、首都圏を中心に多くの交通機関が不通となり、多数の帰宅困難者を生じた。帰宅ラッシュの時間帯に起きたことやJR東日本の路線を中心に運転再開までに時間を要したことが原因とみられている

### 海外

#### 2025年のミャンマー地震
2025年3月28日12時50分（ミャンマー時間）に発生したミャンマー地震では、隣国タイの首都バンコクで、交通機関が不通になったことや多くの人々が建物から離れたことを理由に多数の帰宅困難者が生じた。

## その他
2011年5月25日、NTTドコモは、携帯電話の位置情報などを活用して、東日本大震災後の東京都内の人々の動きのデータ解析に成功したと発表した。今後研究を進めることにより、徒歩帰宅者への食料援助をどこに配置すべきかなど、防災計画への運用も可能になるという。
2011年12月1日、新語・流行語大賞で「帰宅難民」がトップテンに選出された。

### 災害時以外の例

#### 2013年12月31日 - 1月1日の上海市
2013年12月31日（年末年始）、中華人民共和国上海市の主要交通である上海軌道交通は、全線の利用者数が8,898,000人に達し、史上最高記録を更新した。しかし、地下鉄が午前0時前で通常通りに終電してしまったため、帰宅の足がなくなった帰宅困難者が数十万人に上った。
公共バスは深夜バスを増発し、黄浦区の観光名所、外灘からは65本の夜間臨時バスを出したものの、外灘のライトアップとプロジェクションマッピングによる観衆は30万人にも及び、対応しきれなかった。イベント終了後には多くの人が中山一路や周辺道路にあふれ出し、交通渋滞を引き起こした。

#### 2024年5月22日 - 23日の山口市
2024年5月22日に山口県山口市の山口きらら博記念公園で行われた、アイドルグループのKing & Princeが出演する花火イベントに全国から約3万人が来場した。JR西日本は会場最寄りとなる宇部線の阿知須駅から上下各3本の臨時列車を運転したほか、主催者側は会場から10km離れた最寄りの新幹線駅である新山口駅へ向かうシャトルバスをイベント終了の20時30分から運行した。事前に「駅に到着するまでにかなりの時間を要する」と告知していたものの、イベント参加者の自家用車が一斉に駐車場から出たことによる渋滞なども重なり、23時前の山陽新幹線の最終電車への乗り遅れや、新山口駅にたどり着いてもその先の移動手段がなく予約していたホテルに向かえなかった人が続出。この結果少なくとも1000人の帰宅困難者が翌朝6時の始発まで新山口駅で過ごす事態となり、JR西日本が飲料水と食料、毛布を配布して対応に当たった。主催者であるユニバーサル・ミュージックは同月23日に公式サイトにて謝罪した。

#### 2025年8月13日 - 14日の大阪市・大阪万博会場
2025年8月13日午後9時半頃、Osaka Metro中央線が電気設備のトラブルのため運転を見合わせ、2025年大阪・関西万博会場の夢洲で大量の帰宅困難者が発生した。

### 帰宅困難者が大量に発生すると予想される災害
- 首都直下地震 - 内閣府・中央防災会議「首都直下地震対策に係る被害想定結果について」によると、首都圏直下地震による帰宅困難者は650万人にのぼると推計されている。
- 東海地震 - 愛知県名古屋市の「名古屋駅地区滞留者等対策検討委員会」が東海地震によって名古屋駅周辺で約1万5000人の帰宅困難者が生じるとの試算を発表している[24]。

## 関連書籍
- 公益社団法人全国公民館連合会 編『公民館における災害対策ハンドブック 第3版』第一法規、2022年12月27日。ISBN 978-4474091337。 NCID BD00769263。